# Дотаку

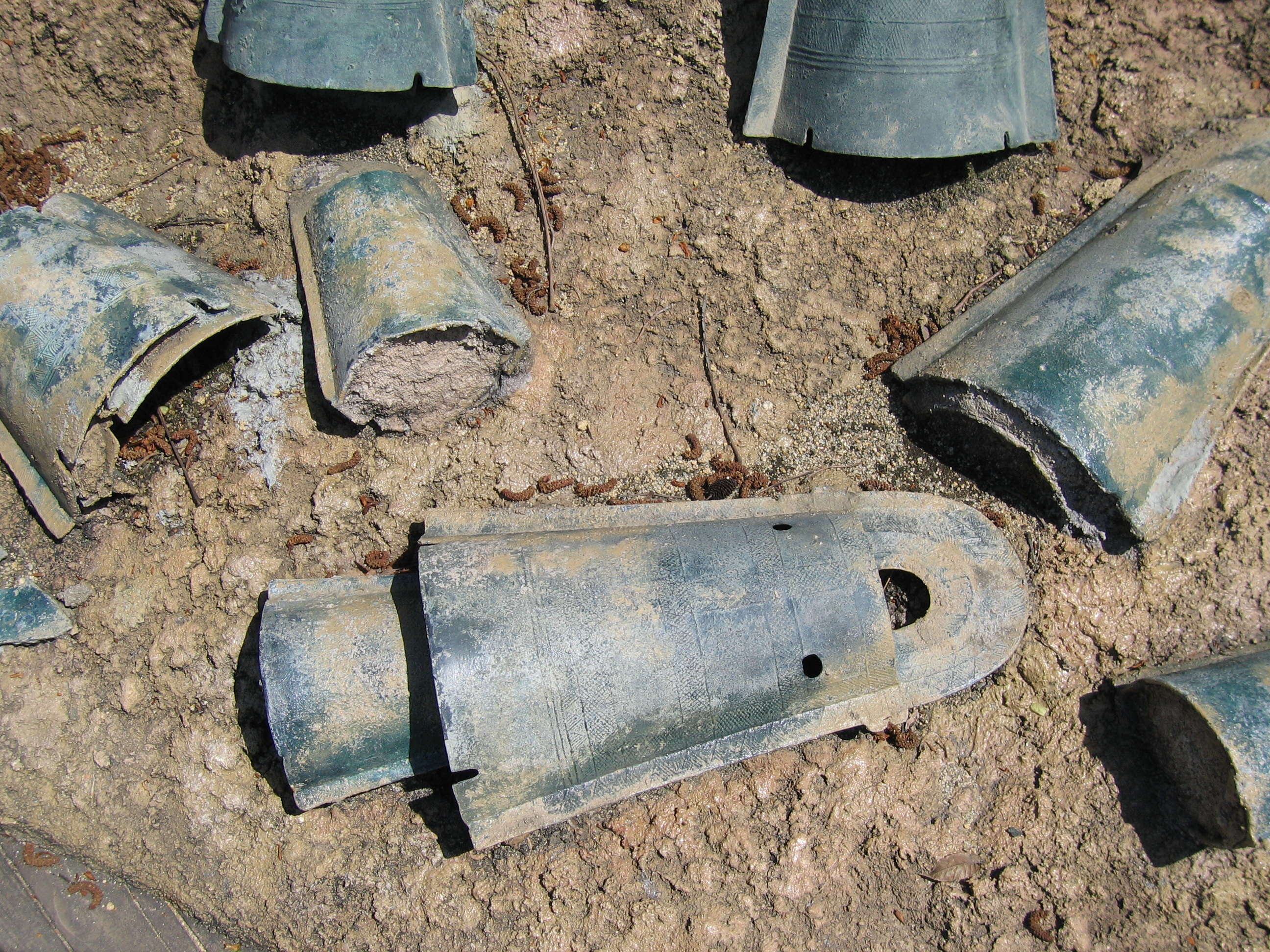
Дотаку зі стоянки Камо-Івакура префектури Сімане, де було знайдено покладення з 39 дзвонів.

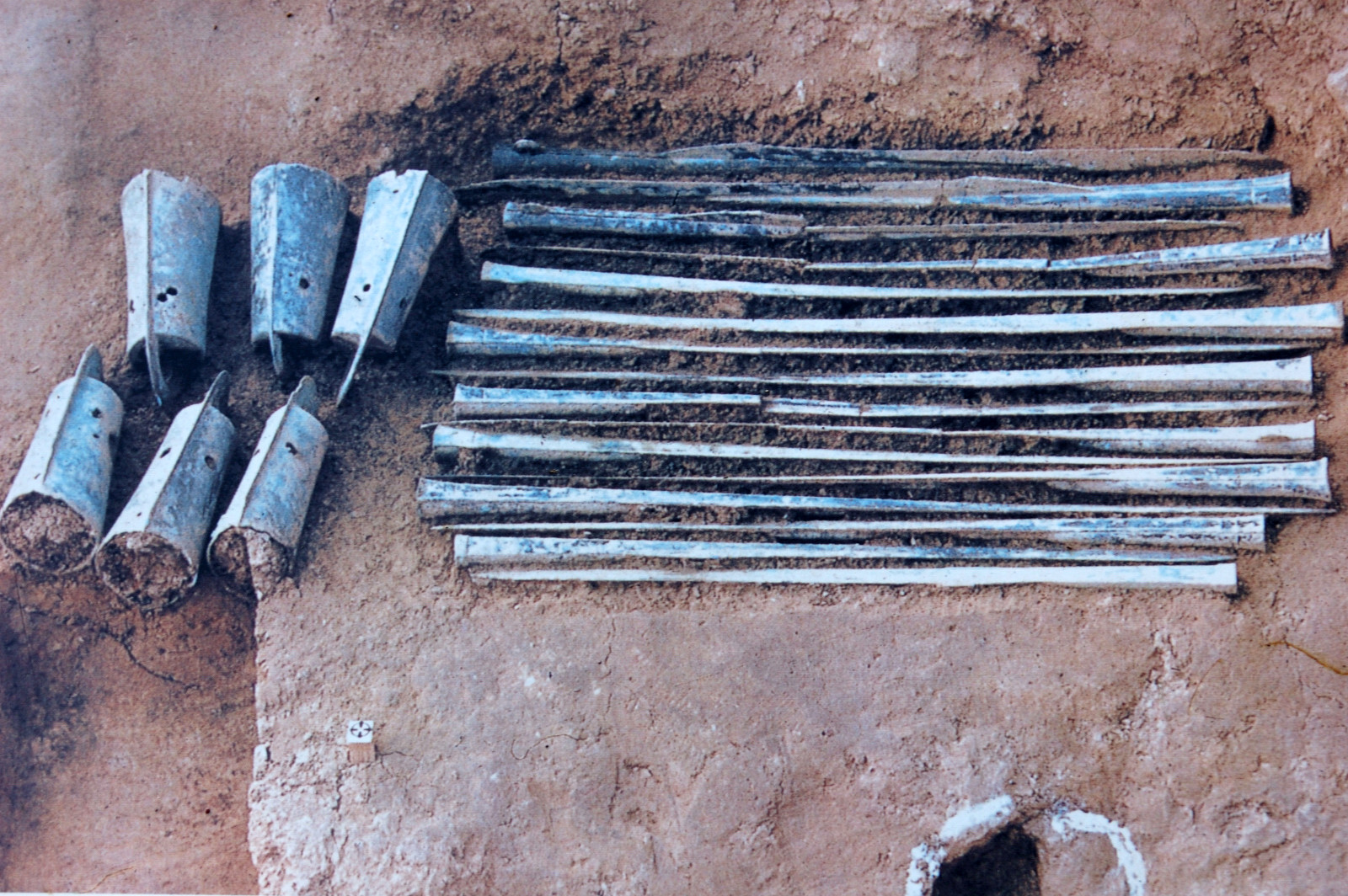
Дотаку і зі стоянки Кодзіндані префектури Сімане, де було комплект дзвонів разом із бронзовими мечами і списами.

Дотаку (яп. 銅鐸 — бронзовий дзвін) — різновид бронзового дзвона у стародавній Японії періоду Яйой. Зустрічається в основному на археологічних стоянках регіону Кінкі. Висота варіює від 12 см до 1 м.

## Короткий опис
Вважається, що прототипом дотаку були невеликі нашийні дзвони для худоби з території сучасного Китаю, які ймовірно потрапили до Японії у 1 тисячолітті до Р. Х. Проте у самому Китаї бронзових дзвонів подібних до японських дотаку не знайдено. Схожими із ними є корейські бронзові дзвоники, які менші за розмірами і гірше орнаментовані ніж японські острівні зразки.
Дотаку виливалися з імпортованого корейського металу. Матриці для відливання знаходять на острові Кюсю, у префектурах Фукуока і Саґа. Поступово центр виробництва дотаку перемістився до центральної Японії — регіону Кінкі та його околиць — східного Шікоку, північно-східногоТюґоку і району сучасної префектури Айті. Починаючи з другої половини 2 тисячоліття регіональна диференціація у формі і орнаменті японських бронзових дзвонів зникла. Зразком для усіх дотаку став кінайський еталон.
Виділяють 4 етапи еволюції бронзових дзвонів, що полягала у збільшенні розмірів та способах використання. За цими етапами класифікують 4 типи самих дзвонів:
- Дотаку І і ІІ типів виготовлялися невеликими і мали у середині ударник (серце), який дзвенів при гойдані. Ймовірно, такі дзвони використовувалися у сільськогосподарських обрядах як сакральні музичні інструменти.
- Починаючи кінця 1 століття з'явилися дотаку ІІІ типу — орнаментовані дзвони відносно великих розмірів, які продовжували виконувати музичні функції своїх попередників.
- З 2 століття виник останній IV тип — велетенські багатоорнаментовані дотаку без ударника, що були лише сакральними споглядальними предметами[1]. Дзвони цього типу прикрашалися хвилеподібними, зубчастими і сітчастими візерунками, а інколи — примітивними малюнками людей, тварин, будівель.

На сьогодні в Японії знайдено близько 500 зразків бронзових дзвонів дотаку, переважно у центральній частині острова Хонсю. Як правило, їх виявляють на невисоких схилах поблизу стародавніх поселень, оскільки у самих поселеннях чи могильниках покладення цих дзвонів відсутні. Дотаку знаходять по-одинці, комплектом зі іншими дзвонами або разом із сакральними предметами — культовою зброєю дока, докен, дохоко чи дзеркалами.